# Bolero para Gil de Biedma
Bolero para Gil de Biedma est un poème de José Agustín Goytisolo, repris en musique par Paco Ibañez sous le titre A ti te ocurre algo.